# Olesja Borissowna Byk
Olesja Borissowna Byk (russisch Олеся Борисовна Бык; * 9. Februar 1988 in Dimitrowgrad, Oblast Uljanowsk) ist eine russische Rhythmische Sportgymnastin.
Bei den Weltmeisterschaften 2005 in Baku wurde Olesja Byk zusammen mit Olesja Belugina, Tatjana Kurbakowa, Olga Glazkich und Ljubow Popowa Weltmeisterin im Mehrkampf.
2006 beendete Byk ihre sportliche Karriere.

## Auszeichnungen
- Verdienter Meister des Sports Russlands[1]